# Fontaine-lès-Hermans
Fontaine-lès-Hermans – miejscowość i gmina we Francji, w regionie Hauts-de-France, w departamencie Pas-de-Calais.
Według danych na rok 1990 gminę zamieszkiwało 112 osób, a gęstość zaludnienia wynosiła 29 osób/km² (wśród 1549 gmin regionu Nord-Pas-de-Calais Fontaine-lès-Hermans plasuje się na 1087. miejscu pod względem liczby ludności, natomiast pod względem powierzchni na miejscu 775.).